# アリーナ・レイエス

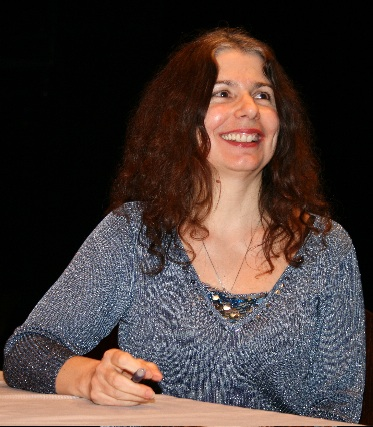

アリーナ・レイエス（Alina Reyes、1956年2月9日-）、フランスの作家、詩人。1956年ジロンド県ブルージュで生れる。
1987年、第一作となる"Le Boucher"（日本語訳は1989年）を書く。本作は同年ボルドーの選考委員（le Groupe Art-phare）によってピエール＝ルイス文学賞（le prix littéraire Pierre-Louÿs）に選ばれ、翌1988年スイユ社より刊行。日本を含む世界各国で訳され、同年のメディシス賞、ゴンクール賞の第一次選考にも名を連ねる。処女作刊行後は現在にいたるまで精力的に作家活動を続け、数々の小説、詩、エッセイを書いている。日本語訳されている作品は処女作の他に『エロスの扉 - 男編』、『エロスの扉 - 女編』。直接的で生々しい性描写と、幻想的なイマジネーションの表現を特徴とする作品が多いが、作家の関心はつねに肉体へと向けられている。